# Озгент
Озге́нт (каз. Өзкент) — село у складі Жанакорганського району Кизилординської області Казахстану. Адміністративний центр Озгентського сільського округу.
У радянські часи село називалось Караша.
Населення — 1091 особа (2021; 1140 у 2009, 975 у 1999, 851 у 1989).